# 데카미터
데카미터(영어: dekameter, 단위: dam 또는 Dm)는 길이의 단위다. 1데카미터는 10미터다.

## 데카미터 단위의 길이
- 전봇대의 높이: 1.2 dam (12 m)
- 9mm 1A 권총의 유효 사격 거리: 5 dam (50 m)
- 타워 크레인의 수송 가능한 최대 높이: 7 dam (70 m)
- 타워 크레인의 높이: 8 dam (80 m)
- 육상경기의 가장 대표적인 거리인 100m 경주의 길이: 10 dam (100 m)
- 헥토미터: 10 dam (100 m)

## 같이 보기
- 크기 정도 (길이)
- 단위 변환